# Clássica de San Sebastián de 2017
A 37.º edição da Clássica de San Sebastián teve lugar em 29 de julho de 2017. Fez parte do calendário UCI World Tour de 2017 na categoria 1.uwT, e desenvolveu-se sobre 231 quilómetros.

## Equipas
| Equipes WorldTeam (18)- AG2R La Mondiale - Astana - Bahrain-Merida - BMC Racing Team - Bora-Hansgrohe - Cannondale-Drapac - Dimension Data - FDJ - Katusha-Alpecin - Lotto NL-Jumbo - Lotto-Soudal - Movistar Team - Orica-Scott - Quick-Step Floors - Sky - Team Sunweb - Trek-Segafredo - UAE Team Emirates Equipes profissionais Continentais (2)- Caja Rural-Seguros RGA - Cofidis, Solutions Crédits |
| |

## Classificação final
| \| Classificação geral \| Classificação geral \| Classificação geral \| Classificação geral \| Classificação geral \| \| Ciclista \| Ciclista \| Equipe \| Tempo \| \| \| ------------------- \| ------------------- \| ------------------- \| ------------------- \| ------------------- \| \| 1. \| Michał Kwiatkowski \| Team Sky \| 5h52m53s \| \| \| 2. \| Tony Gallopin \| Lotto-Soudal \| + 0s \| \| \| 3. \| Bauke Mollema \| Trek-Segafredo \| + 0s \| \| \| 4. \| Tom Dumoulin \| Team Sunweb \| + 0s \| \| \| 5. \| Mikel Landa \| Team Sky \| + 2s \| \| \| 6. \| Alberto Bettiol \| Cannondale-Drapac \| + 28s \| \| \| 7. \| Anthony Roux \| FDJ \| + 38s \| \| \| 8. \| Greg Van Avermaet \| BMC Racing Team \| + 38s \| \| \| 9. \| Tiesj Benoot \| Lotto-Soudal \| + 38s \| \| \| 10. \| Nicolas Roche \| BMC Racing Team \| + 38s \| \| |                    |                   |          |
| |                    |                   |          |
| Fonte: ProCyclingStats |                    |                   |          |
| Classificação geral |                    |                   |          |
| Ciclista | Ciclista           | Equipe            | Tempo    |
| 1. | Michał Kwiatkowski | Team Sky          | 5h52m53s |
| 2. | Tony Gallopin      | Lotto-Soudal      | + 0s     |
| 3. | Bauke Mollema      | Trek-Segafredo    | + 0s     |
| 4. | Tom Dumoulin       | Team Sunweb       | + 0s     |
| 5. | Mikel Landa        | Team Sky          | + 2s     |
| 6. | Alberto Bettiol    | Cannondale-Drapac | + 28s    |
| 7. | Anthony Roux       | FDJ               | + 38s    |
| 8. | Greg Van Avermaet  | BMC Racing Team   | + 38s    |
| 9. | Tiesj Benoot       | Lotto-Soudal      | + 38s    |
| 10. | Nicolas Roche      | BMC Racing Team   | + 38s    |

## Lista dos participantes
- Lista de saída completa

| Legenda | Legenda                                                                          | Legenda | Legenda                                              |
| ------- | -------------------------------------------------------------------------------- | ------- | ---------------------------------------------------- |
| Num     | Jersey de saída levada pelo corredor esta Clássica de San Sebastián              | Pos     | Posição à chegada da corrida                         |
|         | Indica uma camisola de campeão nacional ou mundial, conforme a sua especialidade | NP      | Indica um corredor que não tomou a saída da corrida  |
| AB      | Indica um corredor que não terminou a corrida                                    | HD      | Indica um corredor terminou a etapa fora de controle |

| Trek-Segafredo TFS      | Trek-Segafredo TFS    | Trek-Segafredo TFS |
| ----------------------- | --------------------- | ------------------ |
| Num                     | Corredor              | Pos                |
| 1                       | Haimar Zubeldia (ESP) | 29.º               |
| 2                       | Bauke Mollema (NED)   | 3.º                |
| 3                       | Eugenio Alafaci (ITA) | AB                 |
| 4                       | Laurent Didier (LUX)  | AB                 |
| 5                       | Fabio Felline (ITA)   | AB                 |
| 6                       | Michael Gogl (AUT)    | AB                 |
| 7                       | Markel Irizar (ESP)   | 78.º               |
| 8                       | Giacomo Nizzolo (ITA) | AB                 |
| Diretores desportivos : |                       |                    |

| AG2R La Mondiale ALM    | AG2R La Mondiale ALM    | AG2R La Mondiale ALM |
| ----------------------- | ----------------------- | -------------------- |
| Num                     | Corredor                | Pos                  |
| 11                      | Jan Bakelants (BEL)     | 11.º                 |
| 12                      | Clément Chevrier (FRA)  | 47.º                 |
| 13                      | Axel Domont (FRA)       | 62.º                 |
| 14                      | Mathias Frank (SUI)     | 33.º                 |
| 15                      | Cyril Gautier (FRA)     | AB                   |
| 16                      | Alexandre Geniez (FRA)  | AB                   |
| 17                      | Quentin Jauregui (FRA)  | AB                   |
| 18                      | Alexis Vuillermoz (FRA) | 12.º                 |
| Diretores desportivos : |                         |                      |

| Astana Pro Team AST     | Astana Pro Team AST      | Astana Pro Team AST |
| ----------------------- | ------------------------ | ------------------- |
| Num                     | Corredor                 | Pos                 |
| 21                      | Peio Bilbao (ESP)        | AB                  |
| 22                      | Zhandos Bizhigitov (KAZ) | AB                  |
| 23                      | Sergey Chernetskiy (RUS) | 14.º                |
| 24                      | Jesper Hansen (DEN)      | AB                  |
| 25                      | Miguel Ángel López (COL) | AB                  |
| 26                      | Nikita Stalnov (KAZ)     | 36.º                |
| 27                      | Paolo Tiralongo (ITA)    | AB                  |
| 28                      | Artyom Zakharov (KAZ)    | 79.º                |
| Diretores desportivos : |                          |                     |

| Bahrain-Merida TBM      | Bahrain-Merida TBM       | Bahrain-Merida TBM |
| ----------------------- | ------------------------ | ------------------ |
| Num                     | Corredor                 | Pos                |
| 31                      | Janez Brajkovič (SLO)    | 42.º               |
| 32                      | Yukiya Arashiro (JPN)    | AB                 |
| 33                      | Iván García (ESP)        | 68.º               |
| 34                      | Enrico Gasparotto (ITA)  | 24.º               |
| 35                      | Tsgabu Grmay (ETH)       | 71.º               |
| 36                      | Jon Ander Insausti (ESP) | 55.º               |
| 37                      | Javier Moreno (ESP)      | 54.º               |
| 38                      | Luka Pibernik (SLO)      | AB                 |
| Diretores desportivos : |                          |                    |

| BMC Racing BMC          | BMC Racing BMC             | BMC Racing BMC |
| ----------------------- | -------------------------- | -------------- |
| Num                     | Corredor                   | Pos            |
| 41                      | Greg Van Avermaet (BEL)    | 8.º            |
| 42                      | Alessandro De Marchi (ITA) | 60.º           |
| 43                      | Amaël Moinard (FRA)        | 61.º           |
| 44                      | Manuel Quinziato (ITA)     | AB             |
| 45                      | Nicolas Roche (IRL)        | 10.º           |
| 46                      | Michael Schär (SUI)        | AB             |
| 47                      | Francisco Ventoso (ESP)    | AB             |
| 48                      | Danilo Wyss (SUI)          | AB             |
| Diretores desportivos : |                            |                |

| Bora-Hansgrohe BOH      | Bora-Hansgrohe BOH        | Bora-Hansgrohe BOH |
| ----------------------- | ------------------------- | ------------------ |
| Num                     | Corredor                  | Pos                |
| 51                      | Leopold König (CZE)       | AB                 |
| 52                      | Emanuel Buchmann (GER)    | 19.º               |
| 53                      | Silvio Herklotz (GER)     | AB                 |
| 54                      | Jay McCarthy (AUS)        | 76.º               |
| 55                      | José Mendes (POR)         | AB                 |
| 56                      | Christoph Pfingsten (GER) | AB                 |
| 57                      | Lukas Pöstlberger (AUT)   | AB                 |
| 58                      | Juraj Sagan (SVK)         | AB                 |
| Diretores desportivos : |                           |                    |

| Caja Rural-Seguros RGA CJR | Caja Rural-Seguros RGA CJR | Caja Rural-Seguros RGA CJR |
| -------------------------- | -------------------------- | -------------------------- |
| Num                        | Corredor                   | Pos                        |
| 61                         | Sergio Pardilla (ESP)      | 46.º                       |
| 62                         | David Arroyo (ESP)         | 83.º                       |
| 63                         | Lluís Mas (ESP)            | AB                         |
| 64                         | Eduard Prades (ESP)        | AB                         |
| 65                         | Rafael Reis (POR)          | AB                         |
| 66                         | Jaime Rosón (ESP)          | 86.º                       |
| 67                         | Héctor Sáez (ESP)          | AB                         |
| 68                         | Nick Schultz (AUS)         | AB                         |
| Diretores desportivos :    |                            |                            |

| Cannondale-Drapac CDT   | Cannondale-Drapac CDT | Cannondale-Drapac CDT |
| ----------------------- | --------------------- | --------------------- |
| Num                     | Corredor              | Pos                   |
| 71                      | Rigoberto Urán (COL)  | 23.º                  |
| 72                      | Alberto Bettiol (ITA) | 6.º                   |
| 73                      | Nathan Brown (USA)    | 51.º                  |
| 74                      | Brendan Canty (AUS)   | AB                    |
| 75                      | Hugh Carthy (GBR)     | 45.º                  |
| 76                      | Simon Clarke (AUS)    | AB                    |
| 77                      | Andrew Talansky (USA) | AB                    |
| 78                      | Wouter Wippert (NED)  | AB                    |
| Diretores desportivos : |                       |                       |

| Team Cofidis            | Team Cofidis             | Team Cofidis |
| ----------------------- | ------------------------ | ------------ |
| Num                     | Corredor                 | Pos          |
| 81                      | Loïc Chetout (FRA)       | 82.º         |
| 82                      | Yoann Bagot (FRA)        | 84.º         |
| 83                      | Jérôme Primo (FRA)       | AB           |
| 84                      | Nicolas Edet (FRA)       | 28.º         |
| 85                      | Mathias Le Turnier (FRA) | AB           |
| 86                      | Anthony Perez (FRA)      | AB           |
| 87                      | Stéphane Rossetto (FRA)  | 41.º         |
| 88                      | Julien Simon (FRA)       | AB           |
| Diretores desportivos : |                          |              |

| FDJ                     | FDJ                      | FDJ  |
| ----------------------- | ------------------------ | ---- |
| Num                     | Corredor                 | Pos  |
| 91                      | Thibaut Pinot (FRA)      | 17.º |
| 92                      | Davide Cimolai (ITA)     | AB   |
| 93                      | Mickaël Delage (FRA)     | 64.º |
| 94                      | Matthieu Ladagnous (FRA) | AB   |
| 95                      |                          |      |
| 96                      | Cédric Pineau (FRA)      | AB   |
| 97                      | Anthony Roux (FRA)       | 7.º  |
| 98                      | Léo Vincent (FRA)        | AB   |
| Diretores desportivos : |                          |      |

| Lotto-Soudal LTS        | Lotto-Soudal LTS         | Lotto-Soudal LTS |
| ----------------------- | ------------------------ | ---------------- |
| Num                     | Corredor                 | Pos              |
| 101                     | Tony Gallopin (FRA)      | 2.º              |
| 102                     | Tiesj Benoot (BEL)       | 9.º              |
| 103                     | Lars Bak (DEN)           | 44.º             |
| 104                     | Sean De Bie (BEL)        | AB               |
| 105                     | Rémy Mertz (BEL)         | AB               |
| 106                     | Tosh Van der Sande (BEL) | 49.º             |
| 107                     | Jelle Vanendert (BEL)    | 15.º             |
| 108                     | Tim Wellens (BEL)        | AB               |
| Diretores desportivos : |                          |                  |

| Movistar MOV            | Movistar MOV                  | Movistar MOV |
| ----------------------- | ----------------------------- | ------------ |
| Num                     | Corredor                      | Pos          |
| 111                     | Richard Carapaz (COL)         | 56.º         |
| 112                     | Héctor Carretero (ESP)        | AB           |
| 113                     | Jonathan Castroviejo (ESP)    | 48.º         |
| 114                     | Víctor de la Parte (ESP)      | AB           |
| 115                     | Imanol Erviti (ESP)           | 52.º         |
| 116                     | Rubén Fernández Andújar (ESP) | 31.º         |
| 117                     | José Herrada (ESP)            | 38.º         |
| 118                     | Daniel Moreno (ESP)           | 25.º         |
| Diretores desportivos : |                               |              |

| Orica-Scott             | Orica-Scott                   | Orica-Scott |
| ----------------------- | ----------------------------- | ----------- |
| Num                     | Corredor                      | Pos         |
| 121                     | Simon Yates (GBR)             | 18.º        |
| 122                     | Michael Albasini (SUI)        | AB          |
| 123                     | Simon Gerrans (AUS)           | 75.º        |
| 124                     | Jens Keukeleire (BEL)         | 35.º        |
| 125                     | Roman Kreuziger (CZE)         | 63.º        |
| 126                     | Christopher Juul Jensen (DEN) | AB          |
| 127                     | Svein Tuft (CAN)              | AB          |
| 128                     | Carlos Verona (ESP)           | 80.º        |
| Diretores desportivos : |                               |             |

| Quick-Step Floors       | Quick-Step Floors        | Quick-Step Floors |
| ----------------------- | ------------------------ | ----------------- |
| Num                     | Corredor                 | Pos               |
| 131                     | Philippe Gilbert (BEL)   | AB                |
| 132                     | Gianluca Brambilla (ITA) | 57.º              |
| 133                     | Eros Capecchi (ITA)      | AB                |
| 134                     | David de la Cruz (ESP)   | 40.º              |
| 135                     | Dries Devenyns (BEL)     | AB                |
| 136                     | Enric Mas (ESP)          | 77.º              |
| 137                     | Pieter Serry (BEL)       | 43.º              |
| 138                     | Zdeněk Štybar (CZE)      | 26.º              |
| Diretores desportivos : |                          |                   |

| Dimension Data DDD      | Dimension Data DDD               | Dimension Data DDD |
| ----------------------- | -------------------------------- | ------------------ |
| Num                     | Corredor                         | Pos                |
| 141                     | Igor Antón (ESP)                 | 37.º               |
| 142                     | Jacobus Venter (RSA)             | AB                 |
| 143                     | Omar Fraile (ESP)                | AB                 |
| 144                     | Merhawi Kudus (ERI)              | 65.º               |
| 145                     | Lachlan Morton (AUS)             | 74.º               |
| 146                     | Benjamin King (USA)              | 70.º               |
| 147                     | Serge Pauwels (BEL)              | 27.º               |
| 148                     | Jacques Janse van Rensburg (RSA) | 69.º               |
| Diretores desportivos : |                                  |                    |

| Katusha-Alpecin KAT     | Katusha-Alpecin KAT          | Katusha-Alpecin KAT |
| ----------------------- | ---------------------------- | ------------------- |
| Num                     | Corredor                     | Pos                 |
| 151                     | Sven Erik Bystrøm (NOR)      | 67.º                |
| 152                     | Jenthe Biermans (BEL)        | AB                  |
| 153                     | Viatcheslav Kouznetsov (RUS) | AB                  |
| 154                     | Maurits Lammertink (NED)     | 39.º                |
| 155                     | Tiago Machado (POR)          | AB                  |
| 156                     | Marco Mathis (GER)           | AB                  |
| 157                     | Riñón Taaramäe (É)           | AB                  |
| 158                     | Ángel Vicioso (ESP)          | AB                  |
| Diretores desportivos : |                              |                     |

| Lotto NL-Jumbo TLJ      | Lotto NL-Jumbo TLJ          | Lotto NL-Jumbo TLJ |
| ----------------------- | --------------------------- | ------------------ |
| Num                     | Corredor                    | Pos                |
| 161                     | George Bennett (NZL)        | 32.º               |
| 162                     | Steven Lammertink (NED)     | AB                 |
| 163                     | Juan José Lobato (ESP)      | AB                 |
| 164                     | Primož Roglič (SLO)         | 21.º               |
| 165                     | Timo Roosen (NED)           | AB                 |
| 166                     | Bram Tankink (NED)          | AB                 |
| 167                     | Jurgen Van den Broeck (BEL) | AB                 |
| 168                     | Alexey Vermeulen (USA)      | 66.º               |
| Diretores desportivos : |                             |                    |

| Team Sky SKY            | Team Sky SKY             | Team Sky SKY |
| ----------------------- | ------------------------ | ------------ |
| Num                     | Corredor                 | Pos          |
| 171                     | Mikel Landa (ESP)        | 5.º          |
| 172                     | Philip Deignan (IRL)     | AB           |
| 173                     | Beñat Intxausti (ESP)    | AB           |
| 174                     | Sergio Henao (COL)       | 16.º         |
| 175                     | Michał Kwiatkowski (POL) | 1.º          |
| 176                     | David López García (ESP) | AB           |
| 177                     | Gianni Moscon (ITA)      | 53.º         |
| 178                     | Mikel Nieve (ESP)        | 22.º         |
| Diretores desportivos : |                          |              |

| Sunweb SUN              | Sunweb SUN             | Sunweb SUN |
| ----------------------- | ---------------------- | ---------- |
| Num                     | Corredor               | Pos        |
| 181                     | Tom Dumoulin (NED)     | 4.º        |
| 182                     | Warren Barguil (FRA)   | 13.º       |
| 183                     | Simon Geschke (GER)    | 59.º       |
| 184                     | Chris Hamilton (AUS)   | 85.º       |
| 185                     | Lennard Hofstede (NED) | 81.º       |
| 186                     | Georg Preidler (AUT)   | AB         |
| 187                     | Laurens ten Dam (NED)  | 50.º       |
| 188                     | Zico Waeytens (BEL)    | AB         |
| Diretores desportivos : |                        |            |

| UAE Emirates UAD        | UAE Emirates UAD        | UAE Emirates UAD |
| ----------------------- | ----------------------- | ---------------- |
| Num                     | Corredor                | Pos              |
| 191                     | Louis Meintjes (RSA)    | 20.º             |
| 192                     | Matteo Bono (ITA)       | AB               |
| 193                     | Kristijan Đurasek (CRO) | 34.º             |
| 194                     | Yousif Mirza (UAE)      | AB               |
| 195                     | Simone Petilli (ITA)    | 73.º             |
| 196                     | Jan Polanc (SLO)        | 58.º             |
| 197                     | Edward Ravasi (ITA)     | 72.º             |
| 198                     | Diego Ulissi (ITA)      | 30.º             |
| Diretores desportivos : |                         |                  |